# Indoxysticus
Indoxysticus es un género de arañas araneomorfas de la familia Thomisidae. Vive en la vegetación a diferencia del género relacionado Xysticus que habita en el suelo.

## Especies
- I. lumbricus Tang & Li, 2010
- I. minutus (Tikader, 1960)
- I. tangi Jin & Zhang, 2012